# دارک هورس کامیکس
دارک هورس کامیکس (انگلیسی: Dark Horse Comics) یک ناشر آمریکایی کمیک و مانگا است که در سال ۱۹۸۶ توسط مایک ریچاردسون در میلواکی، اورگن تأسیس شد.